# Струс Святослав Любомирович
Святослав Любомирович Струс (10 квітня 2003, с. Дичків, Тернопільська область — 27 травня 2022, м. Дніпро) — український військовослужбовець, солдат Національної гвардії України. Кавалер ордена «За мужність» III ступеня (2022, посмертно).

## Життєпис
Святослав Струс народився 10 квітня 2003 року в селі Дичкові, нині Великогаївської громади Тернопільського району Тернопільської области України.
Закінчив місцеву школу. Восени 2021 року призваний до армії. Загинув під час несення військової служби у м. Дніпро.
Похований 3 червня 2022 року в родинному селі.
Залишились батько і старша сестра.

## Нагороди
- орден «За мужність» III ступеня (1 серпня 2022, посмертно) — за особисту мужність і самовідданість, виявлені у захисті державного суверенітету та територіальної цілісності України, зразкове виконання службового обов'язку[1].